# Антітем (Меріленд)
Антітем (англ. Antietam) — переписна місцевість (CDP) в США, в окрузі Вашингтон штату Меріленд. Населення — 98 осіб (2020).

## Географія
Антітем розташований за координатами 39°24′54″ пн. ш. 77°44′11″ зх. д. / 39.41500° пн. ш. 77.73639° зх. д. (39.415082, -77.736484).  За даними Бюро перепису населення США в 2010 році переписна місцевість мала площу 0,40 км², уся площа — суходіл.

## Демографія
Згідно з переписом 2010 року, у переписній місцевості мешкало 89 осіб у 41 домогосподарстві у складі 26 родин. Густота населення становила 224 особи/км².  Було 47 помешкань (118/км²).
Расовий склад населення:
| - 100,0 % — білих |

До двох чи більше рас належало 0,0 %. Частка іспаномовних становила 0,0 % від усіх жителів.
За віковим діапазоном населення розподілялося таким чином: 13,5 % — особи молодші 18 років, 60,7 % — особи у віці 18—64 років, 25,8 % — особи у віці 65 років та старші. Медіана віку мешканця становила 50,5 року. На 100 осіб жіночої статі у переписній місцевості припадало 97,8 чоловіків;  на 100 жінок у віці від 18 років та старших — 113,9 чоловіків також старших 18 років.
Середній дохід на одне домашнє господарство  становив 128 798 доларів США (медіана — 111 202), а середній дохід на одну сім'ю — 141 930 доларів (медіана — 102 171). За межею бідності перебувало 18,8 % осіб, у тому числі 0,0 % дітей у віці до 18 років та 0,0 % осіб у віці 65 років та старших.
Цивільне працевлаштоване населення становило 110 осіб. Основні галузі зайнятості: науковці, спеціалісти, менеджери — 37,3 %, публічна адміністрація — 20,9 %, мистецтво, розваги та відпочинок — 17,3 %.